# Truman Show
Truman Show (engelska: The Truman Show) är en amerikansk satirisk science fictionfilm från 1998, i regi av Peter Weir och med manus av Andrew Niccol. I huvudrollerna ses Jim Carrey, Laura Linney, Noah Emmerich, Natascha McElhone, Holland Taylor, Ed Harris och Brian Delate. Weir blev med filmen Oscarsnominerad för bästa regi.

## Handling
Truman Burbank (Jim Carrey) är huvudperson i en dokusåpa som pågår dygnet runt men Truman har ingen kännedom om sin roll. Redan som nyfödd  adopterades han av företaget bakom dokusåpan. Han fick därefter bo och växa upp i en jättestudio som är uppbyggd att se ut som vilken småstad som helst. Staden styrs med järnhand av programmets skapare och producent Christof (Ed Harris). 
Fram till vuxen ålder lever Truman i den gigantiska studion i tron att alla runt omkring honom är vanliga människor. Men alla utom han själv är i själva verket skådespelare, till och med hans fru och föräldrar, och alla detaljer i hans omgivning styrs av producenten. En dag händer något helt oväntat: Truman får reda på sanningen.

## Rollista i urval
- Jim Carrey - Truman Burbank
- Laura Linney - Hannah Gill/Meryl Burbank, Trumans hustru
- Ed Harris - Christof, skaparen av The Truman Show
- Noah Emmerich - Louis Coltrane/Marlon, Trumans bästa vän
- Natascha McElhone - Sylvia/Lauren Garland, Trumans skolkamrat
- Brian Delate - Walter Moore/Kirk Burbank, Trumans far
- Holland Taylor - Alanis Montclair/Angela Burbank, Trumans mor
- Paul Giamatti - Simeon, regissör i kontrollrummet
- Peter Krause - Laurence, Trumans chef
- Antoni Corone - säkerhetsvakt
- Philip Baker Hall	- nätverksansvarig
- Philip Glass - keyboardspelare

## Nomineringar
| År   | Pris   | Resultat  | Kategori             | Person        |
| ---- | ------ | --------- | -------------------- | ------------- |
| 1999 | Oscars | Nominerad | Bästa manliga biroll | Ed Harris     |
| 1999 | Oscars | Nominerad | Bästa regi           | Peter Weir    |
| 1999 | Oscars | Nominerad | Bästa manus          | Andrew Niccol |